# Беньямина, Уда
Уда Беньямина (фр. Houda Benyamina; род. 30 ноября 1980, Вири-Шатийон, Франция) — французская актриса, киносценарист, режиссёр и продюсер.

## Биография
Уда Беньямина родилась 30 ноября 1980 года в городе Вири-Шатийон, департамент Эссонн во Франции. Она не окончив среднюю школу, пошла учиться на парикмахера, но потом все-таки решила получить высшее образование. Училась в региональной актерской школе Канн (фр. L'école régionale d'acteurs de Cannes, ERAC), затем в Минской академии в Беларуси и Актёрской студии в Нью-Йорке.
В кино дебютировала в 2006 году, сняв девять короткометражных фильмов, которые были отмечены рядом фестивальных наград и демонстрировались на телевидении.
Первая полнометражная лента Уды Беньямин — «Божественные», которая вышла на экраны в 2016 году, рассказывает о двух подругах Дуни и Маймун, которые мечтают о деньгах и власти, живя в иммигрантском пригороде Парижа. Фильм был представлен в программе «Двухнедельник режиссёров» на 69-м Каннском международном кинофестивале в 2016 году и получил награду «Золотая камера» за лучший дебютный фильм. В 2017 году фильм был номинирован в семи категориях на получение французской национальной кинопремии «Сезар», в том числе за лучший фильм и лучшую режиссёрскую работу. Фильм получил три награды, в том числе как лучший дебютный фильм.
В 2005 году Уда Беньямина участвовала в создании организации «1000 лиц», целью которой была демократизация кино. Актрис для фильма «Божественные» Уда также нашла через «1000 лиц».
В сентябре 2016 Уда Беньямина была награждена французским орденом Искусств и литературы (кавалер).

## Фильмография
| Год  |     | Русское название | Оригинальное название      |
| ---- | --- | ---------------- | -------------------------- |
| 2006 | к/м |                  | Paris vs Banlieue          |
| 2006 | к/м |                  | Taxiphone Francaoui        |
| 2006 | к/м |                  | Le clou en chasse un autre |
| 2008 | к/м |                  | Ma poubelle géante         |
| 2011 | к/м | По дороге в рай  | Sur la route du paradis    |
| 2016 |     | Божественные     | Divines                    |

## Награды
| Год                                           | Категория                                                                            | Фильм           | Результат |               |
| --------------------------------------------- | ------------------------------------------------------------------------------------ | --------------- | --------- | ------------- |
| Дубайский международный кинофестиваль         |                                                                                      |                 |           |               |
| 2011                                          | Muhr Arab Award за лучший короткометражный фильм                                     | По дороге в рай | Победа    |               |
| 2011                                          | Приз ФИПРЕССИ за лучший короткометражный фильм                                       | По дороге в рай | Победа    |               |
| Арабский кинофестиваль (США)                  |                                                                                      |                 |           |               |
| 2014                                          | Лучший художественный фильм                                                          | По дороге в рай | Победа    |               |
| Каннский международный кинофестиваль          |                                                                                      |                 |           |               |
| 2016                                          | Золотая камера                                                                       | Уда Беньямина   | Победа    | [ 8 ]         |
| 2016                                          | Премия общества драматических авторов и композиторов (SACD) — Специальное упоминание | Божественные    | Победа    | [ 8 ]         |
| 2016                                          | Queer Palm                                                                           | Божественные    | Номинация | [ 8 ]         |
| Мюнхенский кінофестиваль                      |                                                                                      |                 |           |               |
| 2016                                          | Награда CineVision за лучший фильм режиссёра-новичка                                 | Божественные    | Победа    | [ 9 ]         |
| Премия Американского института киномастерства |                                                                                      |                 |           |               |
| 2016                                          | Приз аудитории — Новые авторы                                                        | Уда Беньямина   | Победа    |               |
| 2016                                          | Приз аудитории — Прорыв                                                              | Уда Беньямина   | Победа    |               |
| Хрустальный глобус                            |                                                                                      |                 |           |               |
| 2016                                          | Лучший фильм                                                                         | Божественные    | Номинация |               |
| Премия «Люмьер»                               |                                                                                      |                 |           |               |
| 2017                                          | Лучший дебютный фильм                                                                | Божественные    | Победа    | [ 10 ] [ 11 ] |
| Премия «Сезар»                                |                                                                                      |                 |           |               |
| 2017                                          | Лучший фильм                                                                         | Божественные    | Номинация | [ 3 ]         |
| 2017                                          | Лучший дебютный фильм                                                                | Божественные    | Победа    | [ 3 ]         |
| 2017                                          | Лучшая режиссёрская работа                                                           | Божественные    | Номинация | [ 3 ]         |
| 2017                                          | Лучший оригинальный сценарий                                                         | Божественные    | Номинация | [ 3 ]         |